# 本上まなみ もうひとつの京都
『本上まなみ もうひとつの京都』（ほんじょうまなみ もうひとつのきょうと）は、2016年4月3日から2018年3月25日までMBSラジオで放送されていた紀行番組・教養番組である。放送時間は毎週日曜 17:10 - 17:40 （日本標準時）。

## 概要
京都府が2014年から行っている観光誘客・地域活性化キャンペーン「もうひとつの京都、行こう。」の一環で企画された広報番組。パーソナリティ兼リポーターは、前番組『本上まなみ Nature Breath』にも出演していた本上まなみ。京都府在住女優である彼女が、古都としての京都とはまた違う「もうひとつの京都」の魅力を探るため、府内各地を現地在住者に案内・解説してもらいながら散策する模様を放送する。
番組は原則として、本上が毎月ロケ先で収録してきた音声素材を4回に分けて流している。日曜日が5週ある月に限り、月末回には京都府内各自治体の広報担当者やその月の特集地域ゆかりの人物をスタジオに招いてインタビューする（電話を繋いでのインタビューになる回もあり）。ただし例外もあり、放送開始直後の2016年4月中には本上によるフリートークを1週、本上と広報担当者によるトークを3週続けて行った。また、2017年1月中にも第1週（元日）に特別編を放送し、第2週から第5週まで音声素材を流していた。